# Federazione sportiva internazionale
Una federazione sportiva internazionale è quella federazione sportiva che governa, a livello internazionale, l'attività di un determinato sport.

## Appartenenza
Ciascuna federazione sportiva internazionale può essere ufficialmente riconosciuta dal CIO (sono 76 quelle riconosciute), ed allo stesso tempo essere membro di una o più associazioni di federazioni, a loro volta sotto l'egida del CIO, quali ad esempio:
- Association of Summer Olympic International Federations  (ASOIF), se è uno sport ufficiale dei Giochi olimpici estivi
- Association of International Olympic Winter Sports Federations (AIOWF), se è uno sport ufficiale dei Giochi olimpici invernali
- Association of the IOC Recognised International Sports Federations (ARISF), se è riconosciuto dal CIO ma non è sport olimpico o non lo è più
- International World Games Association (IWGA), se è uno sport ufficiale dei Giochi mondiali
- General Association of International Sports Federations (già SportAccord) (GAISF), tutti quelli riconosciuti dal CIO più quelli in attesa di riconoscimento da parte del CIO

Gli sport riconosciuti dal CIO sono così suddivisi nelle varie associazioni elencate (N.B.: ASOIF e ARISF hanno alcune federazioni in comune):
- ASOIF : 34[2]
- AIOWF : 7
- ARISF : 41[3]

## Lista delle federazioni sportive di GAISF
Questa è la lista delle 94 federazioni membri di General Association of International Sports Federations (GAISF), che comprende le 76 federazioni riconosciute dal CIO, le restanti 6 delle 39  membre della IWGA che non sono ancora riconosciute dal CIO e 12 federazioni non ancora affiliate alle 4 organizzazioni che fanno capo al CIO.
| Sport (nome ufficiale) | Sport (nome italiano)   | Federazione | CIO | ASOIF | AIOWF | IWGA | ARISF | GAISF |
| ---------------------- | ----------------------- | ----------- | --- | ----- | ----- | ---- | ----- | ----- |
| Aikido                 | Aikidō                  | IAF         |     |       |       | x    |       | x     |
| Air sports             | Sport dell'aria         | FAI         | x   |       |       | x    | x     | x     |
| American Football      | Football americano      | IFAF        |     |       |       |      |       | x     |
| Aquatics               | Sport acquatici         | FINA        | x   | x     |       |      |       | x     |
| Archery                | Tiro con l'arco         | WA          | x   | x     |       | x    |       | x     |
| Armwrestling           | Braccio di ferro        | WAF         |     |       |       |      |       | x     |
| Athletics              | Atletica leggera        | WA          | x   | x     |       |      |       | x     |
| Automobile             | Automobilismo           | FIA         | x   |       |       |      | x     | x     |
| Badminton              | Badminton               | BWF         | x   | x     |       |      |       | x     |
| Bandy                  | Bandy                   | FIB         | x   |       |       |      | x     | x     |
| Baseball / Softball    | Baseball / Softball     | WBSC        | x   |       |       | x    | x     | x     |
| Basketball             | Pallacanestro           | FIBA        | x   | x     |       |      |       | x     |
| Basque pelota          | Pelota basca            | FIPV        | x   |       |       |      | x     | x     |
| Biathlon               | Biathlon                | IBU         | x   |       | x     |      |       | x     |
| Billiard sports        | Biliardo                | WCBS        | x   |       |       | x    | x     | x     |
| Bobsleigh              | Bob e Skeleton          | FIBT        | x   |       | x     |      |       | x     |
| Bodybuilding           | Bodybuilding            | IFBB        |     |       |       | x    |       | x     |
| Boules sports          | Bocce                   | FMBP        | x   |       |       | x    | x     | x     |
| Bowling                | Bowling                 | IBF         | x   |       |       | x    | x     | x     |
| Boxing                 | Pugilato                | AIBA        | x   | x     |       |      |       | x     |
| Bridge                 | Bridge                  | WBF         | x   |       |       |      | x     | x     |
| Canoe                  | Canoa/kayak             | ICF         | x   | x     |       | x    |       | x     |
| Casting                | Casting                 | ICSF        |     |       |       | x    |       | x     |
| Cheerleading           | Cheerleading            | ICU         | x   |       |       |      | x     | x     |
| Chess                  | Scacchi                 | FIDE        | x   |       |       |      | x     | x     |
| Cricket                | Cricket                 | ICC         | x   |       |       |      | x     | x     |
| Curling                | Curling                 | WCF         | x   |       | x     |      |       | x     |
| Cycling                | Ciclismo                | UCI         | x   | x     |       |      |       | x     |
| DanceSport             | Danza sportiva          | IDSF        | x   |       |       | x    | x     | x     |
| Darts                  | Freccette               | WDF         |     |       |       |      |       | x     |
| Dragon Boat            | Dragonboat              | IDBF        |     |       |       |      |       | x     |
| Draughts               | Dama                    | FMJD        |     |       |       |      |       | x     |
| Equestrian Sports      | Equitazione             | FEI         | x   | x     |       |      |       | x     |
| Fencing                | Scherma                 | FIE         | x   | x     |       |      |       | x     |
| Fistball               | Fistball                | IFA         |     |       |       | x    |       | x     |
| Floorball              | Floorball               | IFF         | x   |       |       | x    | x     | x     |
| Flying Disc            | Frisbee                 | WFDF        |     |       |       | x    | x     | x     |
| Football               | Calcio                  | FIFA        | x   | x     |       |      |       | x     |
| Go                     | Go                      | IGF         |     |       |       |      |       | x     |
| Golf                   | Golf                    | IGF         | x   | x     |       |      |       | x     |
| Gymnastics             | Ginnastica              | FIG         | x   | x     |       | x    |       | x     |
| Handball               | Pallamano               | IHF         | x   | x     |       | x    |       | x     |
| Hockey                 | Hockey su prato         | FIH         | x   | x     |       | x    |       | x     |
| Ice Hockey             | Hockey su ghiaccio      | IIHF        | x   |       | x     |      |       | x     |
| Judo                   | Judo                    | IJF         | x   | x     |       |      |       | x     |
| Ju-Jitsu               | Ju-Jitsu                | JJIF        |     |       |       | x    |       | x     |
| Karate                 | Karate                  | WKF         | x   |       |       | x    | x     | x     |
| Kendo                  | Kendō                   | FIK         |     |       |       |      |       | x     |
| Kickboxing             | Kickboxing              | WAKO        |     |       |       | x    |       | x     |
| Korfball               | Korfball                | IKF         | x   |       |       | x    | x     | x     |
| Lacrosse               | Lacrosse                | WL          | x   |       |       | x    | x     | x     |
| Lifesaving             | Nuoto per salvamento    | ILS         | x   |       |       | x    | x     | x     |
| Luge                   | Slittino                | FIL         | x   |       | x     |      |       | x     |
| Minigolf               | Minigolf                | WMF         |     |       |       |      |       | x     |
| Modern Pentathlon      | Pentathlon moderno      | UIPM        | x   | x     |       |      |       | x     |
| Motorcycling           | Motociclismo            | FIM         | x   |       |       |      | x     | x     |
| Mountaineering         | Alpinismo               | UIAA        | x   |       |       |      | x     | x     |
| Muaythai               | Muay Thai               | IFMA        |     |       |       | x    |       | x     |
| Netball                | Netball                 | IFNA        | x   |       |       | x    | x     | x     |
| Orienteering           | Orientamento            | IOF         | x   |       |       | x    | x     | x     |
| Polo                   | Polo                    | FIP         | x   |       |       |      | x     | x     |
| Powerboating           | Motonautica             | UIM         | x   |       |       |      | x     | x     |
| Powerlifting           | Powerlifting            | IPF         |     |       |       | x    |       | x     |
| Racquetball            | Racquetball             | IRF         | x   |       |       | x    | x     | x     |
| Roller Sports          | Sport a rotelle         | FIRS        | x   |       |       | x    | x     | x     |
| Rowing                 | Canottaggio             | FISA        | x   | x     |       |      |       | x     |
| Rugby                  | Rugby                   | WR          | x   | x     |       | x    |       | x     |
| Sailing                | Vela                    | ISAF        | x   | x     |       |      |       | x     |
| Sambo                  | Sambo                   | FIAS        |     |       |       | x    |       | x     |
| Savate                 | Savate                  | FISAV       |     |       |       |      |       | x     |
| Sepaktakraw            | Sepak takraw            | ISTAF       |     |       |       |      |       | x     |
| Shooting Sport         | Tiro                    | ISSF        | x   | x     |       |      |       | x     |
| Skating                | Pattinaggio su ghiaccio | ISU         | x   |       | x     |      |       | x     |
| Skiing                 | Sci                     | FIS         | x   |       | x     |      |       | x     |
| Sleddog                | Sleddog                 | IFSS        |     |       |       |      |       | x     |
| Soft Tennis            | Soft tennis             | ISTF        |     |       |       |      |       | x     |
| Sport Climbing         | Arrampicata             | IFSC        | x   |       |       | x    | x     | x     |
| Sports Fishing         | Pesca sportiva          | CIPS        |     |       |       |      |       | x     |
| Squash                 | Squash                  | WSF         | x   |       |       | x    | x     | x     |
| Sumo                   | Sumo                    | IFS         | x   |       |       | x    | x     | x     |
| Surfing                | Surf                    | ISA         | x   |       |       | x    | x     | x     |
| Table Tennis           | Tennistavolo            | ITT         | x   | x     |       |      |       | x     |
| Taekwondo              | Taekwondo               | WT          | x   | x     |       |      |       | x     |
| Tennis                 | Tennis                  | ITF         | x   | x     |       |      |       | x     |
| Teqball                | Teqball                 | FITEQ       |     |       |       |      |       | x     |
| Triathlon              | Triathlon               | WT          | x   | x     |       |      |       | x     |
| Tug of War             | Tiro alla fune          | TWIF        | x   |       |       | x    | x     | x     |
| Underwater             | Sport subacquei         | CMAS        | x   |       |       | x    | x     | x     |
| Volleyball             | Pallavolo               | FIVB        | x   | x     |       |      |       | x     |
| Water Skiing           | Sci nautico e Wakeboard | IWWF        | x   |       |       | x    | x     | x     |
| Weightlifting          | Sollevamento pesi       | IWF         | x   | x     |       |      |       | x     |
| Wrestling              | Lotta                   | UWW         | x   | x     |       |      |       | x     |
| Wushu                  | Wushu                   | IWUF        | x   |       |       | x    | x     | x     |
| Totale                 | Totale                  | Totale      | 76  | 34    | 7     | 39   | 41    | 94    |

## Altre Organizzazioni
Oltre alle federazioni sportive, sono membre del GAISF (e delle altre associazioni) anche organizzazioni legate alle attività sportive e promotrici di competizioni di carattere internazionale; tra queste vi sono
| Federazione (nome ufficiale)                     | Federazione (nome italiano)                         | Sigla | CIO | ASOIF | AIOWF | IWGA | ARISF | GAISF |
| ------------------------------------------------ | --------------------------------------------------- | ----- | --- | ----- | ----- | ---- | ----- | ----- |
| Comité International de Jeux Mediterraneéns      | Comitato Internazionale dei Giochi del Mediterraneo | CIJM  |     |       |       |      |       | x     |
| Commonwealth Games Federation                    | Federazione dei Giochi del Commonwealth             | CGF   |     |       |       |      |       | x     |
| Conseil international du sport militaire         | Comitato Internazionale Sport Militari              | CISM  |     |       |       |      |       | x     |
| Fédération Internationale de Médecine du Sport   | Federazione internazionale di medicina dello sport  | FIMS  | x   |       |       |      |       | x     |
| Fédération internationale du sport universitaire | Federazione internazionale sport universitari       | FISU  |     |       |       |      | x     | x     |
| International Masters Games Association          | International Masters Games Association             | IMG   |     |       |       |      |       | x     |
| International Mind Sports Association            | International Mind Sports Association               | IMSA  |     |       |       |      |       | x     |
| International Paralympic Committee               | Comitato Paralimpico Internazionale                 | IPC   |     |       |       |      |       | x     |
| International School Sport Federation            | International School Sport Federation               | ISF   |     |       |       |      |       | x     |
| Panathlon International                          | Panathlon                                           |       | x   |       |       |      |       | x     |
| World Olympians Association                      | World Olympians Association                         | WOA   |     |       |       |      |       | x     |
| World Transplant Games Federation                | World Transplant Games Federation                   | WTGF  | x   |       |       |      |       | x     |